# Haardter Schloss
Das Haardter Schloss, seltener auch – wegen seiner Zierlichkeit – Haardter Schlössel oder – nach dem Erbauer – Villa Clemm genannt, ist ein schlossähnliches Villengebäude auf der Gemarkung des Ortsteils Haardt von Neustadt an der Weinstraße (Rheinland-Pfalz).

## Geographische Lage
Das Haardter Schloss steht auf 231 m Höhe auf dem Südostsporn des Schlossbergs in der Haardt, dem Ostrand des Pfälzerwalds zur Rheinebene hin. Es wurde am Nordostrand des Geländes der mittelalterlichen Burg Winzingen erbaut, die einst den Pfalzgrafen bei Rhein gehört hatte.

## Geschichte
Die Burg Winzingen wurde im 10. und 11. Jahrhundert errichtet und nach kriegerischen Ereignissen mehrmals wieder instand gesetzt. 1696 wurde sie im Pfälzischen Erbfolgekrieg bei der Beschießung mit Kanonen so schwer beschädigt, dass sie trotz notdürftiger Reparaturen im Lauf des 18. Jahrhunderts endgültig zur Ruine verfiel. 1804, nachdem französische Revolutionstruppen die linksrheinischen deutschen Gebiete für den französischen Staat erobert hatten, wurden der Adel und die Kirchen enteignet und ihr Grundeigentum versteigert.
Auf diese Weise gelangte auch die marode Burg Winzingen samt dem umgebenden Areal in Privatbesitz. Der wohlhabende Neustadter Kaufmann Schuster gestaltete das Gelände mit erheblichem Aufwand zu einem parkähnlichen Garten um und baute den Rest des Palas zur Kelterhalle aus.
Commerzienrat August Ritter von Clemm, einer der Mitbegründer der BASF, erwarb das Areal 1875. Das Schlösschen ließ er nach Plänen des Architekten Franz Huber ab 1876 errichten, um es als herrschaftliche Wohnung zu nutzen. Erst 1893, als ein runder Pavillon und eine große Terrasse fertiggestellt wurden, waren die Bauarbeiten abgeschlossen. Von 1928 bis 1971 diente das Haardter Schloss als Kur- und Erholungsheim, später als Hotel und Restaurant. 1971 erwarb der jetzige Eigentümer die gesamte Anlage. Das Hauptgebäude wurde ab 2002 restauriert und umgebaut; dabei wurden hinter der Wandverkleidung Tapeten aus dem 19. Jahrhundert gefunden.

## Heutige Nutzung
Das Haardter Schloss beherbergt heute Wohnräume und das Ausstellungsforum für Fotografie mit dem Namen Gute Aussichten. Die Hanglage ermöglicht einen weiten Ausblick über die Rheinebene. Ein Teil des Geländes steht grundsätzlich zur Besichtigung durch die Öffentlichkeit zur Verfügung; allerdings hat sich der Eigentümer das Recht vorbehalten, bei Bedarf das Anwesen zu schließen.